# Pylonstation

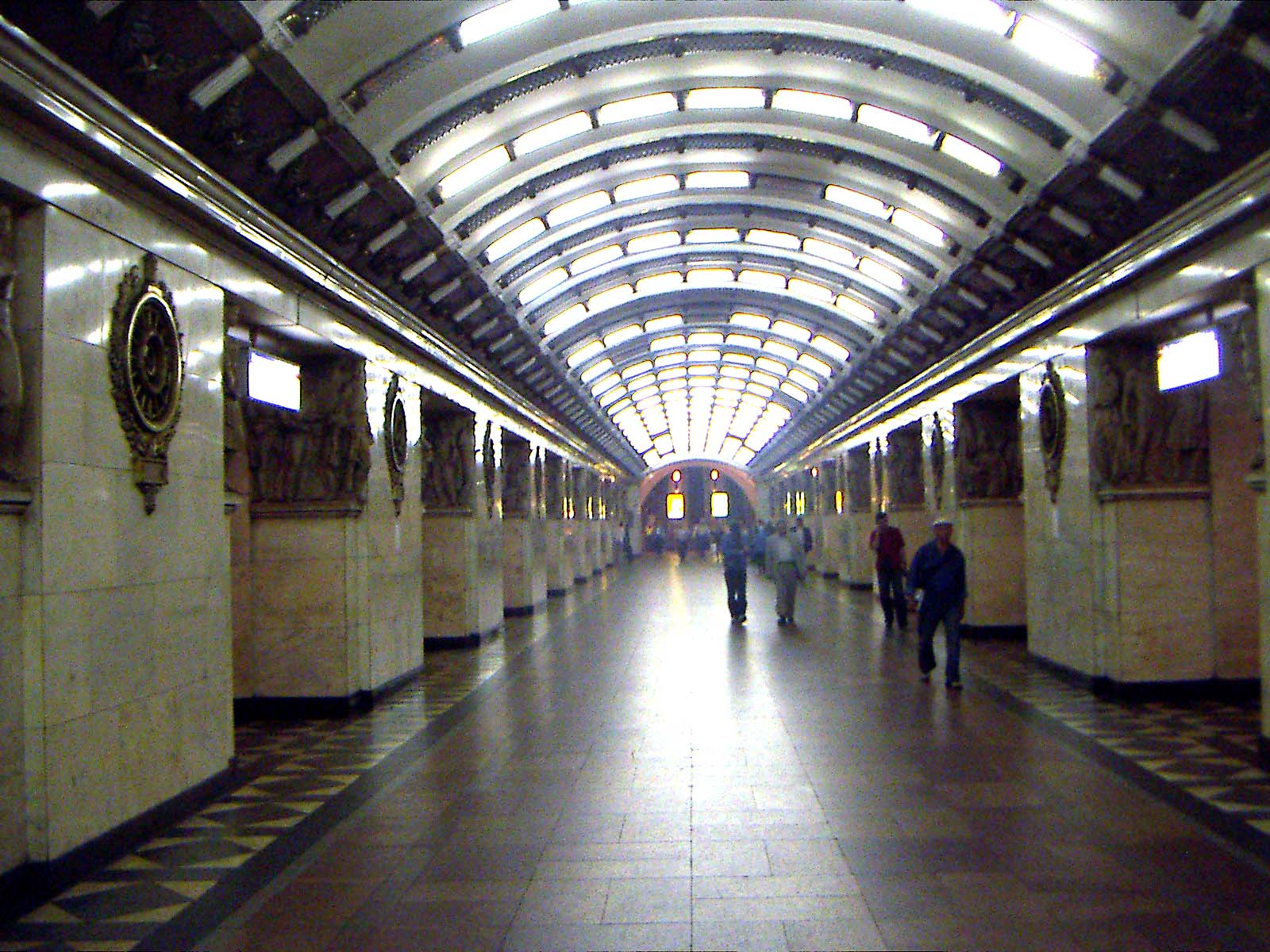
Exempel på en pylonstation, Narvskaja i Sankt Petersburgs tunnelbana.

En pylonstation är en typ av tunnelbanestation på stort djup under marken, som består av tre separata hallar, som skiljs från varandra av en rad kraftiga pyloner med passager mellan dem. Eftersom hallarna är skilda från varandra kan de arkitektoniskt utformas fritt och oberoende av varandra. I sovjetiska 1960-talsstationer märks detta tydligt, där sidohallarna oftast är mycket torftigare än centralhallen.
Att bygga pylonstationer är att föredra om de geologiska förutsättningarna är svåra, eftersom en pylonstation är bra på att stå emot trycket från jorden ovanför. En nackdel med pylonstationer är att de relativt smala passagerna mellan pylonerna begränsar passagerarnas förflyttningar mellan hallarna.

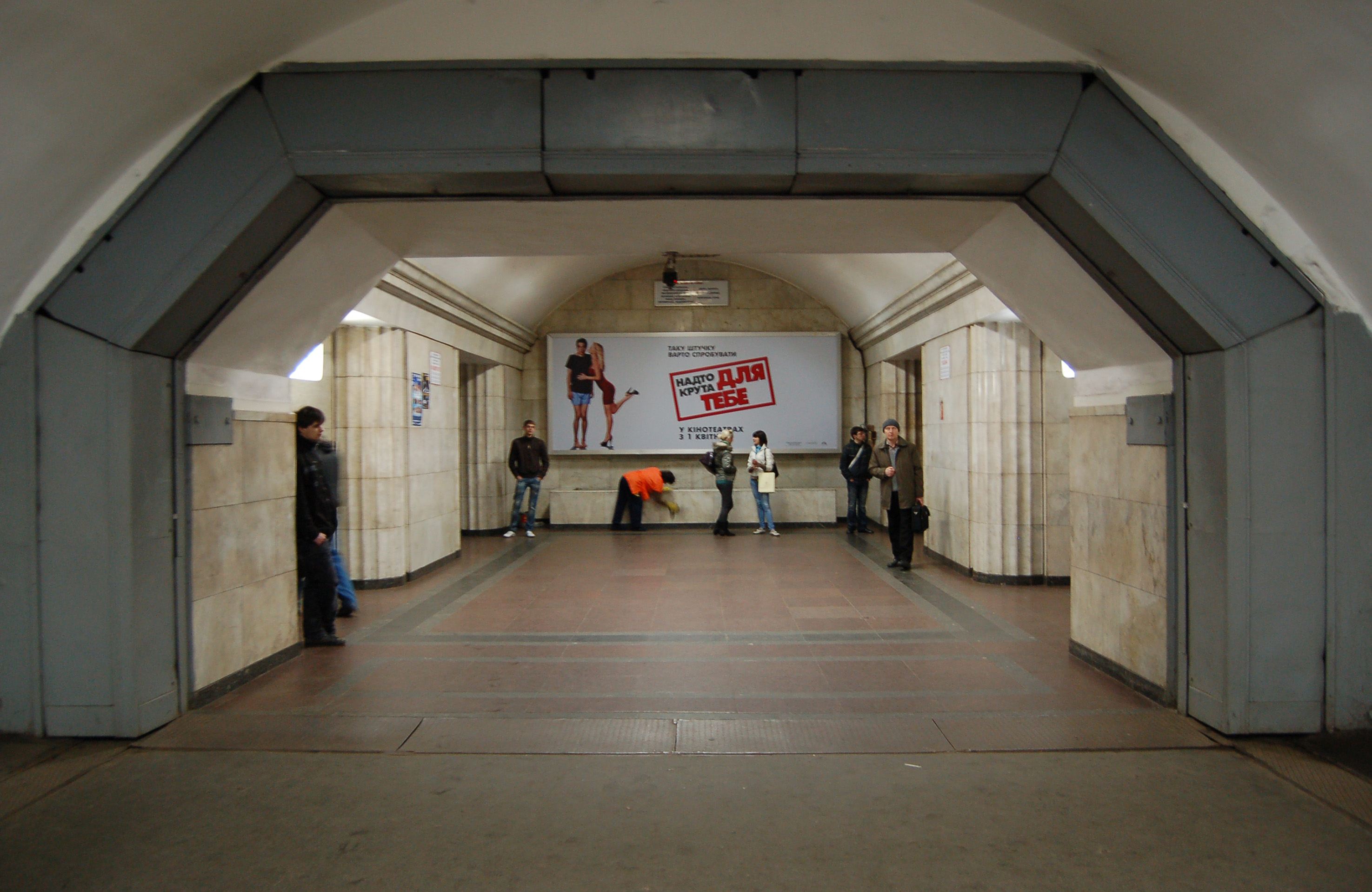
Exempel på en station av Londontyp, centralhallen i Arsenalna i Kievs tunnelbana.

## Londontypen
Pylonstationen är den tidigaste typen av djupliggande tunnelbanestationer. En variant är den s.k. "Londontypen", där centralhallen har storleksreducerats till att bara vara ett litet förrum som leder till en lutande gångväg uppåt eller hissar. Ibland är förrummet också basen för rulltrappor. I länderna i det forna Sovjetunionen finns bara en sådan station, Arsenalna i Kievs tunnelbana. I Moskvas tunnelbana fanns tre sådana stationer, men de byggdes senare om: Lubjanka och Tjistyje Prudy är nu vanliga pylonstationer och Paveletskaja på ringlinjen är nu en pelarstation.

## Exempel
I Moskvas tunnelbana är Oktiabrskaja och Kijevskaja på ringlinjen samt Smolenskaja på Arbatsko-Pokrovskajalinjen några tydliga exempel på pylonstationer.
I Sankt Petersburgs tunnelbana är Plosjtjad Lenina, Pusjkinskaja, Narvskaja, Gorkovskaja och Moskovskije Vorota särpräglade pylonstationer.